# 北川瞬
北川 瞬（きたがわ しゅん、1985年5月31日 - ）は、日本の俳優、モデル。D-promotion所属。

## 出演

### テレビドラマ
- 問題のあるレストラン（フジテレビ、2015年）
- コウノドリ（TBS、2015年）
- 閻魔堂沙羅の推理奇譚 第6回（2020年12月5日、NHK総合） - 榎並颯天 役

### 映画
- バイオレーター（2018年、第19回ハンブルク日本映画祭ワールドプレミア上映） - 赤羊 役[1]